# Balis
Balis (arab. بالس) – wieś w Syrii, w muhafazie Idlib. W 2004 roku liczyła 270 mieszkańców.